# Owen Stuart Aspinall
Owen Stuart Aspinall, né le 21 septembre 1927 à Grand Junction au Colorado et mort le 7 février 1997 dans le comté de Mesa, est un homme politique américain. Il est gouverneur des Samoa américaines du 1er août 1967 au 31 juillet 1969.

## Biographie
Aspinall est née le 21 septembre 1927 à Grand Junction, dans le Colorado. 
Son père était Wayne N. Aspinall, représentant des États-Unis du 4ème district du Congrès du Colorado et sa mère, Julia Edith Kuns Aspinall.
Après son service militaire, Aspinall a fréquenté l' Université de Denver , où il a obtenu un baccalauréat ès arts en anthropologie en 1949. Il a obtenu un baccalauréat en droit de l' American University en 1955 et a créé un cabinet d'avocat. Il a passé de nombreuses années dansSamoa américaines et a épousé une Samoane en décembre 1966. 
Au cours de la Seconde Guerre mondiale , Aspinall a servi avec le 504th Infantry Regiment , une force aéroportée . Plus tard dans la guerre, il servit avec la 82ème division aéroportée.
Il occupa son premier poste politique en tant que procureur de district adjoint dans le comté de Mesa (Colorado) de 1957 à 1961. Il devint ensuite procureur général des Samoa américaines plus tard en 1961. En novembre 1962, il devint secrétaire des Samoa américaines . le commandant en second de l'exécutif samoan.
Aspinall est devenu gouverneur des Samoa américaines le 1 er août 1967. En tant que gouverneur, il est entré en conflit avec l' Association nationale des radiodiffuseurs éducatifs au sujet du fonctionnement des systèmes scolaires locaux et a refusé de renouveler le contrat de l'organisation. Cela a amené de nombreux enseignants et administrateurs à démissionner. Il a été accusé d'avoir écouté des téléphones sur les îles, mais aucun de ses critiques n'a été en mesure de produire la preuve d'une activité quelconque. Il a signé un projet de loi émanant des Fono des Samoa américaines et adopté , contre la volonté du ministère de l'Intérieur , d'envoyer un délégué des Samoa américaines à la Chambre des représentants des États-Unis.
Aspinall a été l’un des premiers responsables à saluer et à féliciter l’équipage d’ Apollo 10 après le succès de sa mission. 
Il a invoqué des critiques pour avoir interdit à une Samoane d'épouser un Coréen ; les deux ont poursuivi le gouverneur. Aspinall a défendu sa décision en déclarant qu'il empêchait les pêcheurs mécontents de prendre la mer au Samoa; il cherchait à garder les Samoa "pour les Samoans", alors qu'il avait épousé lui-même une Samoane. 
Aspinall a dû faire face à de violents affrontements entre des groupes ethniques coréens et chinois qui se sont battus avec des couteaux et des gourdins au large des côtes. Il a demandé des vêtements anti-émeute pour mettre fin à la violence. Les incidents ont commencé lorsqu'un bateau de pêche coréen a percuté un bateau chinois, qui a fini par le faire sombrer dans la tempête. Le gouverneur a dû séparer les navires japonais , chinois et coréens pour que les sociétés de pêche puissent continuer de naviguer entre les îles. À un moment donné, Aspinall a dû fermer le port de Pago Pago.
Lorsque Richard Nixon est devenu président des États-Unis , Aspinall a présenté sa démission pro forma , le secrétaire de l'Intérieur risquant de le remplacer prochainement par un républicain. Son mandat de gouverneur a pris fin le 31 juillet 1969.